# Aldo Trivella
Aldo Trivella (* 1. April 1921 in St. Moritz, Schweiz; † 2. Juni 1978 in Chiesa in Valmalenco) war ein italienischer Skispringer.

## Werdegang
Seinen ersten großen Erfolg erreichte Trivella bei der italienischen Meisterschaft 1947, wo er hinter Bruno Da Col die Silbermedaille gewann. Bei den Olympischen Winterspielen 1948 in St. Moritz erreichte Trivella von der Normalschanze den 38. Platz. Im gleichen Jahr gewann er erneut Silber hinter Piero Pennacchio bei der italienischen Meisterschaft. Auch ein Jahr später gelang ihm dies, diesmal jedoch hinter Carlo De Lorenzi. 1950 konnte er nur die Bronzemedaille gewinnen, bevor er 1951 und 1952 erneut Silber gewann. Von 1953 bis 1955 gewann er dreimal die Italienischen Meisterschaften. Für die Olympischen Winterspiele 1956 gehörte er erneut zum Olympiateam der Italiener, wurde jedoch in keinem Wettbewerb eingesetzt.